# Meios alternativos de solução de conflitos
Texto extraído do Livro Arbitragem online 
No momento em que surgem conflitos entre partes de uma relação contratual ou social , busca-se chegar a uma decisão, utilizando-se meios judiciais ou alternativos.

O meio mais frequente de solução de controvérsias é a chamada resolução jurídica onde, segundo José Cretella Neto , o “Poder Judiciário coloca fim à questão discutida em concreto, dando a uma das partes, parcial ou totalmente, razão sobre o tema discutido”. Nesse processo, a parte insatisfeita apresenta reclamação formal contra a outra e, caso haja resistência dessa última, fica constituído o litígio, a “expressão concreta de pretensões opostas, deduzida no juízo competente para apreciá-las e julgá-las”.

Além da resolução judicial, existem os chamados meios alternativos de solução de conflitos, também conhecidos como MASC. Eles podem ser selecionados através de acordos em qualquer momento da relação entre as partes, mesmo após o surgimento de um conflito. De modo geral, consistem em três métodos de decisão:

- Mediação
- Conciliação
- Arbitragem

Além disso, podem ocorrer processos mistos, iniciados como mediação e, se as partes não chegarem a um acordo, convertidos em arbitragem.

## Mediação e conciliação
Nos processos de mediação, existe a figura de um mediador, neutro e imparcial, que auxilia as partes a solucionar o conflito. Ele não sugere ou impõe a solução, e tampouco interfere nos termos do acordo. Facilita o diálogo entre as partes, sem intromissão ou interferência nas suas faculdades. O mediador possui um grau simples de intervenção, apesar da relevância da sua participação. 

No Brasil são expressivas as entidades e os órgãos institucionais que tratam da mediação. Devido à confidencialidade, no entanto, não há a possibilidade de quantificação exata do volume de conflitos por elas mediados.
Vale destacar que, ao contrário de países como Estados Unidos e Argentina, no Brasil há falta de inserção do instituto da mediação no Direito Positivo, conforme destacado por Luiz Fernando Guilherme .

Na conciliação, segundo Luiz Antonio Scavone , “o conciliador, embora sugira a solução, não pode impor sua sugestão compulsoriamente”. Ele deve intervir no mérito do problema e propor uma solução para o entrave. A conciliação tem relação com o instituto da transação de que se trata o art. 1.025 do Código Civil in verbis:
É lícito aos interessados prevenirem ou terminarem o litígio mediante concessões mútuas.

## Arbitragem
A arbitragem “é um meio privado e alternativo à solução judicial de conflitos”  , onde as partes concordam em submeter seu conflito a uma parte neutra que tenham selecionado para tomar a decisão. É sempre voluntária, ou seja, o ordenamento jurídico do país somente admite que haja arbitragem, se escolhida pelas partes livremente.
Cretella  a define como: “um mecanismo ou técnica de solução de controvérsias instaurada pelas próprias partes, mediante a intervenção de terceiro ou terceiros, expressamente autorizado ou autorizados pelos litigantes”.

No Brasil, a aplicabilidade da arbitragem limita-se a conflitos decorrentes de direitos patrimoniais disponíveis, aqueles possíveis de serem transacionados. Excluem-se, portanto, os direitos não disponíveis, que não apresentam, em geral, conteúdo patrimonial, como por exemplo, os direitos individuais e coletivos, ditos fundamentais.
Na arbitragem online o procedimento arbitral é conduzido, total ou parcialmente, através de meios eletrônicos. Pode ser usado para solucionar conflitos surgidos a partir de relações originadas pela Internet ou pelas tradicionais formas presenciais de contratação. Ou seja, não é a origem da disputa que determina se um procedimento arbitral é online, mas sim a maneira com que é conduzido. Esse procedimento permite que um terceiro, neutro, forneça uma decisão para a controvérsia, usando tecnologias online para assistir o seu desenvolvimento. No Brasil existe a Arbitranet.
Na arbitragem não é necessária a representação das partes por advogado, sendo facultativa a sua presença no procedimento arbitral.
1. ↑  MUHR, Diana. Arbitragem online. São Paulo: CLAMARB Publicações, 2013.
2. 1 2  CRETELLA NETO, José. Curso de arbitragem. São Paulo: Editora Forense, 2004
3. ↑  GUILHERME, Luiz Fernando do Vale de Almeida. Arbitragem. São Paulo: Editora Quartier Latin, 2003
4. 1 2  SCAVONE JUNIOR, Luiz Antonio. Manual de arbitragem. 2ª. ed. São Paulo: Editora RT, 2009
5. ↑  «Legaltechs apostam na modernização do setor jurídico». Whow!. 25 de maio de 2020. Consultado em 30 de junho de 2020
6. ↑  «4 motivos para sua empresa adotar a Arbitragem Online». StartSe :: Empreendedorismo - Startups - Investimento-anjo. Consultado em 29 de dezembro de 2015. Arquivado do original em 16 de novembro de 2015
7. ↑  «Discussão pode ser feita pela internet». Valor Econômico. Consultado em 29 de dezembro de 2015
8. ↑  «Arbitragem digital -  - ISTOÉ DINHEIRO». www.istoedinheiro.com.br. Consultado em 29 de dezembro de 2015. Arquivado do original em 17 de novembro de 2015
9. ↑  «Última Instância - Arbitragem Online». Última Instância. Consultado em 29 de dezembro de 2015. Arquivado do original em 18 de novembro de 2015